# Ilir Avdyli
Ilir Avdyli (ur. 20 maja 1990 w Podujevie) – kosowski piłkarz, grający na pozycji bramkarza w kosowskim klubie KF Llapi. Wychowanek KF KEK-u, w którym rozpoczął seniorską karierę. Grał też w KF Drenicy, KF Ferizaju, KF Hajvalii, KF Tiranie, Shkëndiji Tetowo, KS Kamzie, FK Kukësim oraz KF Feronikelim. Kilkukrotnie powoływany do reprezentacji Kosowa, jednak nigdy w niej nie zadebiutował.

## Sukcesy

### Klubowe
KF Llapi
- Wicemistrzostwo Kosowa: 2023/2024
- Zdobywca Pucharu Kosowa: 2021/2022
- Finalista Pucharu Kosowa: 2016/2017
- Zdobywca Superpucharu Kosowa: 2021
- Finalista Superpucharu Kosowa: 2022

FK Kukësi
- Wicemistrzostwo Albanii: 2019/2020
- Finalista Superpucharu Albanii: 2019